# Tàu con thoi Columbia
Tàu con thoi Columbia (số hiệu của NASA: OV-102) là tàu đầu tiên trong phi đội tàu con thoi của NASA có khả năng bay lên vũ trụ. Chuyến bay đầu tiên của nó, STS-1, kéo dài từ 12 đến 14 tháng 4 năm 1981. Vào 1 tháng 2 năm 2003, Columbia vỡ tan trong suốt quá trình hạ cánh trong chuyến bay thứ 28 của tàu làm toàn bộ 7 thành viên phi hành đoàn tử nạn.

## Lịch sử
Việc đóng tàu Columbia bắt đầu năm 1975 chủ yếu là ở Palmdale, California. Columbia được đặt tên từ một tàu thám hiểm nhỏ Columbia với thuyền trưởng người Mỹ Robert Gray, người đã thám hiểm tây bắc Thái Bình Dương và trở thành người chiếc thuyền Mỹ đầu tiên đi vòng quanh thế giới; cái tên cũng được đặt để vinh danh Columbia, Đơn vị Điều khiển (Command Module) của phi thuyền Apollo 11. Sau được đóng xong, trạm quỹ đạo đến Trung tâm Vũ trụ John F. Kennedy vào 25 tháng 3 năm 1979, để chuẩn bị cho lần phóng đầu tiên. Vào 19 tháng 3 năm 1981, trong suốt quá trình chuẩn bị cho một thử nghiệm trên mặt đất, năm công nhân bị ngạt thở trong một lần thanh lọc khí, làm hai người chết. Columbia luôn luôn được nhắc tới như là ngọn cờ đầu của phi đội tàu con thoi.
Chuyến bay đầu tiên của Columbia (STS-1) được chỉ huy bởi John Young (một cựu phi hành gia từ thời kì Gemini và Apollo) và được hoa tiêu bởi Robert Crippen, một người chưa từng vào không gian, nhưng đã phục vụ như là thành viên hỗ trợ trong các phi vụ Skylab và Apollo-Soyuz. Nó được phóng lên vào ngày 12 tháng 4 năm 1981, và quay lại vào 14 tháng 4 năm 1981, sau khi bay vòng quanh Trái Đất 36 lần.
Vào năm 1983, Columbia thi hành phi vụ vận hành thứ hai (STS-9) với 6 phi hành gia, bao gồm cả một phi hành gia không phải là người Mỹ, Ulf Merbold. Vào 12 tháng 1 năm 1986, Columbia cất cánh với phi hành gia người Mỹ nói tiếng Tây Ban Nha (Hispanic American) đầu tiên, Dr. Franklin R. Chang-Diaz, cũng như là dân biểu đương nhiệm đầu tiên vào không gian, Bill Nelson. Một cái cũng là lần đầu tiên khác được công bố vào 5 tháng 3 năm 1998 khi NASA chỉ định Trung tá Không quân Hoa Kỳ Eileen Collins là chỉ huy của một phi vụ Columbia trong tương lai — làm Collins trở thành chỉ huy phụ nữ của phi vụ tàu con thoi.

## Thiết kế của trạm quỹ đạo
Columbia, không giống như các tàu con thoi hiện hành trong phi đội, được đóng với những kỹ thuật không có sẵn vào thời điểm tàu được đóng ở Palmdale trong giữa thập niên 1970. Một điểm khác biệt lớn giữa Columbia và các tàu con thoi sau này là việc sử dụng các thanh xà nặng trong cánh và thân của trạm quỹ đạo. Do vậy, dù cho các cải tiến trong suốt cuộc đời của con tàu, Columbia vẫn không bao giờ nhẹ như các trạm quỹ đạo khác lúc không chuyên chở gì (Challeger, mặc cho nhiều cải thiện, cũng nặng, nhưng vẫn nhẹ hơn Columbia 2200 lb).

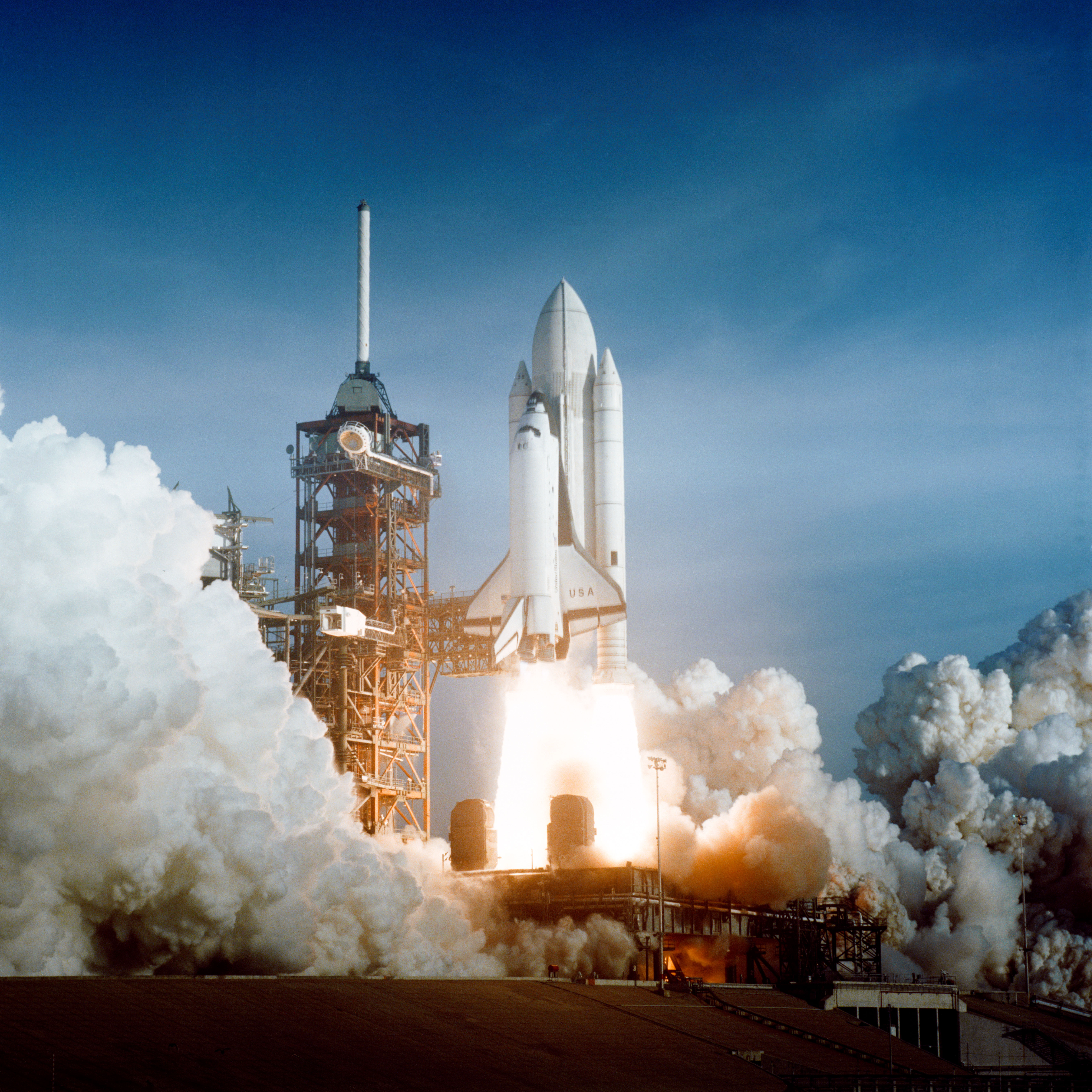
Phóng Columbia trong phi vụ STS-1

Bên ngoài, Columbia là trạm quỹ đạo duy nhất trong phi đội nguyên gốc có hệ thống bảo vệ nhiệt hoàn toàn bằng ngói (TPS). Hệ thống toàn bằng ngói TPS sau này được cải thiện để thêm vào những thảm cách nhiệt bằng nỉ trên thân tàu và mặt trên của cánh — công việc đó được tiến hành trong lần tân trang Columbia lần thứ nhất và giai đoạn sau khi Challenger bị rớt. Cũng độc nhất ở Columbia là những dải mỏng màu đen trên bề mặt trên của cánh tàu con thoi. Những khu vực sọc đen trên cánh này để phân biệt nó với Enterprise, và cũng bởi vì những nhà thiết kế tàu con thoi đầu tiên không biết nhiệt độ lúc tái nhập vào khí quyển sẽ ảnh hưởng thế nào đến mặt trên của cánh.
Một đặc điểm bên ngoài độc nhất nữa là, được đặt tên là vỏ bọc "SILTS", phía trên đỉnh của đuôi cánh Columbia, và được cài đặt sau STS-9 để thu nhận thông tin về tia hồng ngoại và các dữ liệu về nhiệt khác. Mặc dù các thiết bị dành cho vỏ bọc đó đã được gỡ bỏ sau các thử nghiệm đầu tiên, NASA quyết định vẫn giữ nó lại ở nguyên vị trí, vì cơ quan dự định sẽ dùng nó trong các thí nghiệm trong tương lai. Cánh đuôi sau này được sửa đổi để có thể gắn các dù cản gió (lúc đáp gần xuống đất) được dùng lần đầu tiên trên Endeavour vào năm 1992.

## Chuyến bay cuối cùng

Tàu con thoi Columbia vỡ tan trên bầu trời bang Texas

Trong chuyến bay cuối cùng, tàu mang theo phi hành gia đầu tiên người Israel, Ilan Ramon, và nữ phi hành gia đầu tiên sinh ra ở Ấn Độ, Kalpana Chawla. Các thành viên khác trong phi hành đoàn trên chuyến bay cuối cùng bao gồm Rick Husband (chỉ huy), Willie McCool (phi công), Michael P. Anderson, Laurel B. Clark và David M. Brown.
Vào buổi sáng 1 tháng 2 năm 2003, tàu con thoi tái nhập vào khí quyển sau một chuyến bay khoa học kéo dài 16 ngày. NASA mất liên lạc vô tuyến vào khoảng 0900 EST, Qua màn hình theo dõi tình trang của tàu, các chuyên gia mặt đất nhận thấy áp suất trên tàu giảm rất nhanh có thể khiến các phi hành gia bị ngất. Trong khi đó một luồng khí cực nóng tràn vào tàu. Module chứa phi hành đoàn tách khỏi tàu và xoay tròn rất nhanh. Nếu các nhà du hành không mất mạng vì những luồng khí nóng thì họ cũng không thể sống sót sau khi cơ thể bị xoay tròn như chong chóng cùng với module. Nói cách khác 7 phi hành gia trên tàu Columbia không có cơ hội sống sót nào. Những băng ghi hình cho thấy tàu đã vỡ ra trong ngọn lửa phía trên tiểu bang Texas, vào độ cao vào khoảng 39 dặm (63 km) và ở tốc độ 12.500 mph (5,6 km/s).
Nguyên nhân được cho là một lượng bọt bằng một chiếc cặp sách rơi vào tấm ván làm bằng chỉ cacbon (tấm thứ tám) bên cánh trái của tàu trong lúc cất cánh 16 ngày trước, làm thủng cánh tàu. Lúc hạ cánh nhiệt độ trong cánh đã tăng lên 4400 độ C và thiêu các bộ phận trong cánh. Một vài người dân ở Texas đã thấy một vài mảnh vỡ bay ra từ tàu trước khi rơi xuống

## Các chuyến bay
Tàu con thoi Columbia bay 28 chuyến, trải qua 300,74- ngày trong không gian, hoàn thành 4.808 vòng quanh quỹ đạo, và bay 125.204.911 dặm tổng cộng, kể luôn cả phi vụ cuối cùng.
| Ngày                 | Số hiệu  | Chú thích |
| -------------------- | -------- | --- |
| 12 tháng 4 năm 1981  | STS-1    | Chuyến bay tàu con thoi đầu tiên |
| 12 tháng 11 năm 1981 | STS-2    | Lần đầu tiên tái sử dụng tàu không gian |
| 22 tháng 3 năm 1982  | STS-3    | Hạ cánh ở White Sands Missile Range |
| 27 tháng 6 năm 1982  | STS-4    | Chuyến bay R&D cuối cùng |
| 11 tháng 11 năm 1982 | STS-5    | Phi hành đoàn 4 người đầu tiên, triển khai vệ tinh dân dụng đầu tiên |
| 28 tháng 11 năm 1983 | STS-9    | Phi hành đoàn 6 người đầu tiên. Spacelab đầu tiên. |
| 12 tháng 1 năm 1986  | STS-61-C | Dân biểu Bill Nelson (D-Florida) trên tàu/ chuyến bay thành công cuối cùng trước thảm họa Challenger |
| 8 tháng 8 năm 1989   | STS-28   | Phóng vệ tinh do thám KH-11 |
| 9 tháng 1 năm 1990   | STS-32   | Mang về Long Duration Exposure Facility |
| 2 tháng 12 năm 1990  | STS-35   | Đem lên kính viễn vọng tia X & tia cực tím |
| 5 tháng 6 năm 1991   | STS-40   | Spacelab thứ 5 - Life Sciences-1 |
| 25 tháng 6 năm 1992  | STS-50   | U.S. Microgravity Laboratory 1 (USML-1) |
| 22 tháng 10 năm 1992 | STS-52   | Khai triển Laser Geodynamic Satellite II |
| 26 tháng 4 năm 1993  | STS-55   | German Spacelab D-2 Microgravity Research |
| 18 tháng 10 năm 1993 | STS-58   | Spacelab Life Sciences |
| 4 tháng 3 năm 1994   | STS-62   | United States Microgravity Payload-2 (USMP-2) |
| 8 tháng 7 năm 1994   | STS-65   | International Microgravity Laboratory (IML-2) |
| 20 tháng 10 năm 1995 | STS-73   | United States Microgravity Laboratory (USML-2) |
| 22 tháng 2 năm 1996  | STS-75   | Tethered Satellite System Reflight (TSS-1R) |
| 20 tháng 6 năm 1996  | STS-78   | Life and Microgravity Spacelab (LMS) |
| 19 tháng 11 năm 1996 | STS-80   | Chuyến thứ ba của Wake Shield Facility (WSF)/ chuyến bay bằng tàu con thoi dài nhất cho đến 2006 |
| 4 tháng 4 năm 1997   | STS-83   | Microgravity Science Laboratory (MSL)- cut short |
| 1 tháng 7 năm 1997   | STS-94   | Microgravity Science Laboratory (MSL)- reflight |
| 19 tháng 11 năm 1997 | STS-87   | United States Microgravity Payload (USMP-4), Kalpana Chawla trở thành phi hành gia đầu tiên sinh ở Ấn Độ bay trên tàu con thoi |
| 13 tháng 4 năm 1998  | STS-90   | Neurolab - Spacelab |
| 23 tháng 7 năm 1999  | STS-93   | Deployed Chandra X-ray Observatory |
| 1 tháng 3 năm 2002   | STS-109  | Bảo trì Kính viễn vọng Hubble (HSM-3B) |
| 16 tháng 1 năm 2003  | STS-107  | Phi vụ liên ngành nghiên cứu về vi trọng lực và các khoa học Trái Dất. Tàu bị phá hủy trong quá trình tái nhập khí quyển vào 1 tháng 2 năm 2003 và 7 phi hành gia tử nạn. Hàng trăm sâu nematode trên tàu cho việc nghiên cứu sống sót. |